# ウィリアム・クロスビー (初代グランドア伯爵)
初代グランドア伯爵ウィリアム・クロスビー（英語: William Crosbie, 1st Earl of Glandore PC (Ire)、1716年5月 – 1781年4月11日）は、アイルランド王国の貴族、政治家。

## 生涯
初代ブランデン男爵モーリス・クロスビーとエリザベス・アン・フィッツモーリス（Elizabeth Anne Fitzmaurice、1757年12月17日没、初代ケリー伯爵トマス・フィッツモーリスの娘）の息子として、1716年5月に生まれた。1732年5月5日、ダブリン大学トリニティ・カレッジに入学した。
1735年から1762年までアルドフェルト選挙区の代表としてアイルランド庶民院議員を務めた。
1762年1月13日に父が死去すると、ブランデン男爵位を継承、23日にアイルランド貴族院議員に就任した。その後、1771年11月30日にアイルランド貴族であるケリー県におけるアルドフェルトのクロスビー子爵に叙され、同年12月3日にクロスビー子爵としてアイルランド貴族院議員に就任した。1766年3月11日にアイルランド枢密院の枢密顧問官に任命された後、1776年7月22日にアイルランド貴族であるコーク県におけるグランドア伯爵に叙された。
1770年から1781年までケリー県首席治安判事を務めた。
1781年4月11日に死去、息子ジョンが爵位を継承した。

## 家族
1745年11月、セオドシア・ブライ（Theodosia Bligh、1723年頃 – 1777年5月20日、初代ダーンリー伯爵ジョン・ブライの娘）と結婚、2男3女をもうけた。
- モーリス（1749年）
- ジョン（1752年 – 1815年） - 第2代グランドア伯爵
- アン（1754年12月1日 – ?） - 1775年5月、ジョン・ウィリアム・タルボット（John William Talbot、ウィリアム・タルボットの息子）と結婚、子供あり
- セオドシア（1756年3月12日 – 1782年6月3日）
- アラベラ（1757年10月21日 – ?） - 1783年2月27日、エドワード・ウォード（英語版）（1753年 – 1812年、初代バンガー子爵バーナード・ウォードの息子）と結婚、子供あり

1777年11月1日、ジェーン・ヴェジー（Jane Vesey、1787年9月没、エドワード・ヴェジーの娘）と再婚したが、2人の間に子供はいなかった。